# Istmo tubarico
Nell'anatomia femminile l'istmo tubarico è la prima parte della tube di Falloppio e precede l'ampolla uterina.

## Anatomia
Si tratta di una piccola fascia quasi rettilinea e sottile lunga circa 2-3 centimetri. Idealmente si tratta di una delle 4 parti delle tube di Falloppio, le altre sono: l'ampolla, l'infundibolo e la fimbria.